# Panta Rei (musikalbum)
Panta Rei är debutalbumet från den serbiska sångerskan Jelena Tomašević. Albumet släpptes i oktober 2008. Albumet innehåller bland annat låten "Oro" som hon representerade Serbien med i Eurovision Song Contest 2008 i Belgrad. Det innehåller även låten "Jutro" som hon deltog med i den nationella uttagningen till Eurovision Song Contest 2005 och som slutade på andra plats. Albumet innehåller även tre versioner av "Oro" på andra språk, samt en remix av låten.

## Låtlista
1. Panta Rei - 4:12
2. Košava - 3:40
3. Okeani - 2:59
4. Ako opet odlaziš - 4:41
5. Med i žaoka - 4:51
6. Oro - 3:04
7. Ne dam na tebe - 4:20
8. Nema koga - 3:31
9. Zovi me danima - 3:48
10. Jutro - 3:06
11. Noćas dođi mi - 3:18
12. Minha dor - 3:03 (Portugisisk version av "Oro")
13. Έλα αγάπη / Ela agapi - 3:06 (Grekisk version av "Oro")
14. Adiós amor - 3:04 (Spansk version av "Oro")
15. Oro (House remix) - 5:39